# Juliane Windhager
Juliane Windhager (geb. Juliana Maria Häuptner; * 12. Oktober 1912 in Bad Ischl; † 23. November 1986 in Salzburg) war eine österreichische Lyrikerin, Erzählerin und Hörspielautorin.

## Leben
Die Tochter eines Fabrikanten veröffentlichte unter ihrem Mädchennamen Lily Häuptner 1936 den Roman Cordelia und 1942 die Novelle Kassiansnacht. Ob diese Werke der „Inneren Emigration“ zugerechnet werden können, bleibt unklar. Am 1. Mai 1938 trat sie der NSDAP bei (Mitgliedsnummer 6.367.123). Nach dem Krieg veröffentlichte sie nun unter dem Namen Windhager den historischen Roman Der Friedtäter über Paris von Lodron, Erzbischof von Salzburg in der Zeit des Dreißigjährigen Krieges.
In den folgenden Jahren wandte sie sich zunehmend der Lyrik zu, wobei ihr der einflussreiche Dichter und Kritiker Karl Krolow den Weg ebnete. Gerhard Fritsch schrieb nach Erscheinen des ersten Gedichtbandes Der linke Engel: 

„Das Faszinierende ihrer Gedichte ist die Selbstverständlichkeit, mit der sie aus einem Landschaftsbild, ja manchmal nur aus einem Stilleben oder einer Genreszene ohne jede Mache den Schauder vor dem Geheimnis des Schicksals ins Wort zwingt. Ihre Gedichte lassen uns in der Welt des Alltags eine neue Dimension entdecken.“

Windhager lebte seit 1939 bis zu ihrem Tod in Salzburg.

## Würdigungen
- 1957 Georg-Trakl-Preis
- 1964 Österreichischer Förderungspreis für Literatur (Sparte Hörspiel)
- 1969 Hörspielpreis der Stadt Klagenfurt

## Werke
- Cordelia und das Erbe der Freien. Roman. Wien & Leipzig 1936.
- Die Kassiansnacht. Novelle. Wien 1942.
- Der Friedtäter. Roman um Paris Lodron. Festungsverlag, Salzburg & Wien 1948.
- Der linke Engel. Gedichte. Mit einem Nachwort von Ernst Schönwiese. Bergland, Wien 1959.
- Die Disteltreppe. Gedichte. O. Müller, Salzburg 1960.
- Staubflocken. Hörspiele. Bergland, Wien 1965 (enthält Staubflocken und Bahnhof ohne Namen).
- Talstation. Gedichte. Hoffmann u. Campe, Hamburg 1967.
- Schnee-Erwartung. Gedichte. Residenz, Salzburg & Wien 1979, ISBN 3-7017-0212-8.
- Ein Engel in Oulu. Erzählungen. Residenz, Salzburg & Wien 1984, ISBN 3-7017-0382-5.